# Magnus Gustafsson
Pour les articles homonymes, voir Gustafsson.
Magnus Gustafsson, né le 3 janvier 1967  à Lund, est un ancien joueur de tennis professionnel suédois.
Doté d'un coup droit surpuissant, il a été numéro 10 mondial et a remporté 14 tournois sur le circuit ATP.
Il a remporté également la Coupe Davis en 1998 avec la Suède, en battant l'Italie en finale.

## Parcours dans les tournois duGrand Chelem

### En simple
| Année | Open d'Australie | Open d'Australie | Internationaux de France | Internationaux de France | Wimbledon       | Wimbledon     | US Open         | US Open      |
| ----- | ---------------- | ---------------- | ------------------------ | ------------------------ | --------------- | ------------- | --------------- | ------------ |
| 1988  | 3e tour (1/16)   | M. Wilander      | 1/8 de finale            | A. Agassi                | 2e tour (1/32)  | J. Svensson   | —               | —            |
| 1989  | 1/8 de finale    | T. Muster        | 1er tour (1/64)          | P. Canè                  | 1er tour (1/64) | M. Wilander   | 1er tour (1/64) | A. Chesnokov |
| 1990  | 2e tour (1/32)   | L. Jonsson       | 1/8 de finale            | A. Gómez                 | —               | —             | —               | —            |
| 1991  | 3e tour (1/16)   | I. Lendl         | 3e tour (1/16)           | A. Mancini               | 2e tour (1/32)  | G. Forget     | —               | —            |
| 1992  | 2e tour (1/32)   | M. Rosset        | 2e tour (1/32)           | R. Krajicek              | —               | —             | 1er tour (1/64) | J. Hlasek    |
| 1993  | 1er tour (1/64)  | C. Pridham       | 1er tour (1/64)          | G. Markus                | 1er tour (1/64) | B. Steven     | 1er tour (1/64) | B. Gilbert   |
| 1994  | 1/4 de finale    | P. Sampras       | 2e tour (1/32)           | D. Vacek                 | —               | —             | —               | —            |
| 1995  | —                | —                | 2e tour (1/32)           | I. Kafelnikov            | —               | —             | —               | —            |
| 1996  | —                | —                | 1er tour (1/64)          | P. Sampras               | 1/8 de finale   | T. Henman     | 2e tour (1/32)  | A. Boetsch   |
| 1997  | 2e tour (1/32)   | K. Braasch       | 2e tour (1/32)           | G. Blanco                | 2e tour (1/32)  | C. Van Garsse | 2e tour (1/32)  | J. Gimelstob |
| 1998  | 3e tour (1/16)   | P. Sampras       | 3e tour (1/16)           | J. Stoltenberg           | 3e tour (1/16)  | P. Rafter     | 1er tour (1/64) | M. Safin     |
| 1999  | —                | —                | 1er tour (1/64)          | A. Costa                 | 1er tour (1/64) | R. Fromberg   | 1er tour (1/64) | N. Escudé    |
| 2000  | —                | —                | 1er tour (1/64)          | F. Santoro               | 3e tour (1/16)  | T. Johansson  | 1er tour (1/64) | G. Rusedski  |
| 2001  | —                | —                | 1er tour (1/64)          | J. Acasuso               | 1er tour (1/64) | L. Hewitt     | 1er tour (1/64) | L. Hewitt    |

N.B. : à droite du résultat se trouve le nom de l'ultime adversaire.

### En double
| Année | Open d'Australie         | Open d'Australie             | Internationaux de France      | Internationaux de France | Wimbledon                   | Wimbledon             | US Open                       | US Open             |
| ----- | ------------------------ | ---------------------------- | ----------------------------- | ------------------------ | --------------------------- | --------------------- | ----------------------------- | ------------------- |
| 1988  | 2e tour (1/16) N. Kroon  | M. Davis B. Drewett          | 1er tour (1/32) J. Svensson   | P. Korda C. Suk          | 1er tour (1/32) M. Purcell  | W. Masur M. Woodforde | —                             | —                   |
| 1989  | 1er tour (1/32) J. Apell | P. Baur U. Riglewski         | 1er tour (1/32) J. Gunnarsson | M. Mortensen T. Nijssen  | 1er tour (1/32) O. Rahnasto | M. Mečíř M. Woodforde | 1er tour (1/32) T. Woodbridge | T. Nelson P. Wekesa |
| 1990  | 1er tour (1/32) D. Engel | G. Ivanišević S. Živojinović | —                             | —                        | —                           | —                     | —                             | —                   |

N.B. : le nom du ou de la partenaire se trouve sous le résultat ; le nom des ultimes adversaires se trouve à droite.

## Parcours dans lesMasters 1000
| Année | Indian Wells               | Miami              | Monte-Carlo               | Rome                   | Hambourg                   | Canada              | Cincinnati | Stockholm puis Essen puis Stuttgart | Paris                      |
| ----- | -------------------------- | ------------------ | ------------------------- | ---------------------- | -------------------------- | ------------------- | ---------- | ----------------------------------- | -------------------------- |
| 1990  | —                          | —                  | 1er tour R. Agenor        | 1/8 de finale A. Gómez | 1/4 de finale J. Aguilera  | —                   | —          | 1/8 de finale A. Volkov             | 2e tour G. Ivanišević      |
| 1991  | —                          | 3e tour A. Agassi  | 1/4 de finale S. Bruguera | 2e tour H. Leconte     | Finale K. Nováček          | —                   | —          | —                                   | —                          |
| 1992  | 1/8 de finale A. Cherkasov | 2e tour T. Witsken | 2e tour A. Chesnokov      | —                      | —                          | —                   | —          | 1/8 de finale G. Ivanišević         | —                          |
| 1993  | —                          | —                  | 2e tour J. Sánchez        | 2e tour G. Ivanišević  | 1/4 de finale B. Karbacher | —                   | —          | 1/8 de finale M. Stich              | 1/8 de finale M. Woodforde |
| 1994  | —                          | —                  | 1/8 de finale T. Muster   | —                      | 1/4 de finale A. Medvedev  | —                   | —          | —                                   | —                          |
| 1995  | —                          | —                  | —                         | —                      | —                          | —                   | —          | 2e tour Bo. Becker                  | 1er tour C. Pioline        |
| 1996  | —                          | —                  | 1/4 de finale M. Ríos     | —                      | —                          | 1er tour A. O'Brien | —          | 1/4 de finale Bo. Becker            | 1/2 finale T. Enqvist      |
| 1997  | —                          | —                  | 1er tour B. Ulihrach      | 1er tour T. Haas       | 2e tour A. Berasategui     | —                   | —          | 2e tour P. Sampras                  | 1/8 de finale T. Enqvist   |
| 1998  | —                          | —                  | 2e tour A. Costa          | —                      | 2e tour A. Berasategui     | —                   | —          | 2e tour P. Rafter                   | 1/4 de finale G. Rusedski  |
| 1999  | —                          | —                  | —                         | —                      | —                          | —                   | —          | —                                   | —                          |
| 2000  | —                          | —                  | —                         | —                      | —                          | —                   | —          | —                                   | 2e tour I. Kafelnikov      |
| 2001  | —                          | —                  | 1/8 de finale S. Grosjean | —                      | 1er tour M. Chang          | —                   | —          | —                                   | —                          |

N.B. : sous le résultat se trouve le nom de l’ultime adversaire.